# 信頼性工学
信頼性工学（しんらいせいこうがく、英語：reliability engineering）とは、システムの信頼性を分析する工学手法である。

## 安全工学との違い
安全工学と信頼性工学は密接な関係にある。システムの信頼性の低下は安全性の低下と影響する。
安全工学と信頼性工学は目的が異なる。おおざっぱに説明すると下記の違いがある。
- 安全工学 : 「人命の死亡、負傷、または機器の損傷」につながる可能性のある障害を最小にすることが目的
- 信頼性工学 : 「事業の経済的損失」につながる可能性のある障害を全体的に最小にすることが目的

## 信頼性の予測と改良

故障木を用いて故障につながる事象の関係性を分析する

## 各手法など
- FTA（Fault Tree Analysis）
- FMEA（Failure Mode and Effect Analysis）
- VTA（Variation Tree Analysis）
- DTD（Damage Tolerance Design）
- HAZOP（Hazard Analysis and Operability Study）